# Jacek Kaczmarski

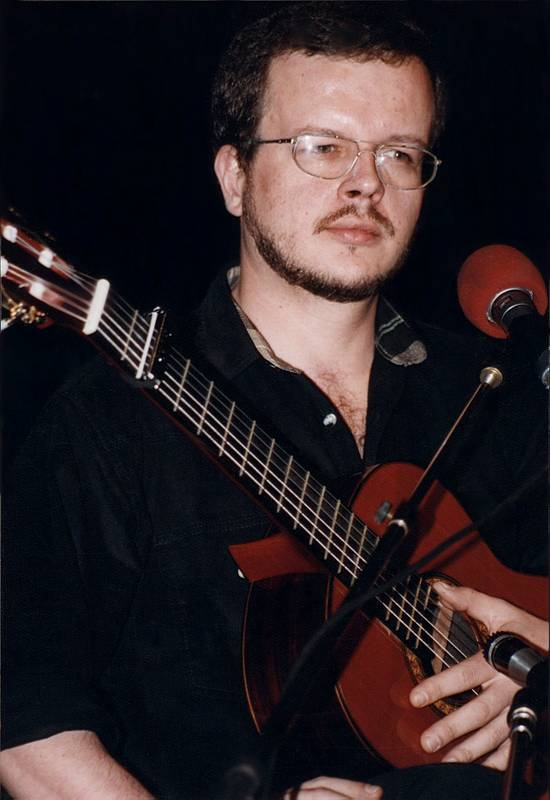
Jacek Kaczmarski in Gdańsk tijdens "Wojna postu z karnawałem" in 1992

Jacek Marcin Kaczmarski (Warschau, 22 maart 1957 - Gdańsk, 10 april 2004) was een Pools zanger, liedjesschrijver, dichter en auteur. Hij werd beschouwd als de "Bard van Solidarność", de Poolse vakbeweging die tot 1989 een belangrijke rol speelde in het verzet tegen het communistische regime in Polen. In zijn protestliederen werd het communistisch regime bekritiseerd en hij appelleerde aan de traditie van het Pools verzet tegen de onderdrukking van het Poolse volk. Hij werd het meest bekend om zijn liederen met sociale en politieke thema's zoals "Mury" (Muren) en "Obława" (De wolvenjacht).

## Eerste jaren
In 1977 debuteerde hij bij een zangfestival voor studenten, waar hij de eerste prijs won met het nummer "Obława" dat was gebaseerd op het lied "Охота на волков" van de Russische zanger Vladimir Vysotsky. Twee jaar later startte hij met Przemysław Gintrowski en Zbigniew Łapiński een songwritertrio. In 1980 werd hij tweede op het songfestival van Opole met het nummer "Epitafium dla Włodzimierza Wysockiego" (grafschrift voor Vladimir Vysotsky).

## Emigratie uit Polen
Na de afkondiging van de staat van beleg op 13 december 1981 door Wojciech Jaruzelski verliet hij het land tot 1990. Vanaf 1982 was hij een editor en journalist bij Radio Free Europe/Radio Liberty, een radiostation dat vanuit het "vrije westen" een ideologische strijd voerde tegen het communisme. Hij had er ook zijn eigen programma: "Kwadrans Jacka Kaczmarskiego" (een kwartiertje met Jackek Kaczmarski).

## Terug in Polen
Na de val van het communisme ging hij terug naar Polen en toerde door het land met zijn vriend, de artiest Zbigniew Łapiński. De concertregistratie "live" behaalde goud in 2001. Andere bekendere albums zijn "Mury", "Nasza klasa" (Onze klasse), "Raj" (Paradijs), "Muzeum" (Muzeum), "Pochwała łotrostwa" ("Eerbetoon aan de schoften"), "Wojna postu z karnawałem" (De oorlog tussen vasten en carnaval). Hij was echter al snel teleurgesteld door de ontwikkelingen in Polen en emigreerde naar Australië.

## Stijl
Kaczmarski was niet alleen bekend om zijn politiek getinte teksten, maar ook voor zijn karakteristieke (zeer dynamische, soms agressieve) gitaarstijl en expressieve optredens. Hij trad op voor gevarieerde gezelschappen, van bij vrienden thuis tot grote concerthallen in de Verenigde Staten. In Nederland trad hij op op 17 november 2000 in Utrecht in het voormalige College Blaucapel, dat nu een onderdeel is van het Gerrit Rietveld College.

## Ziekte en overlijden

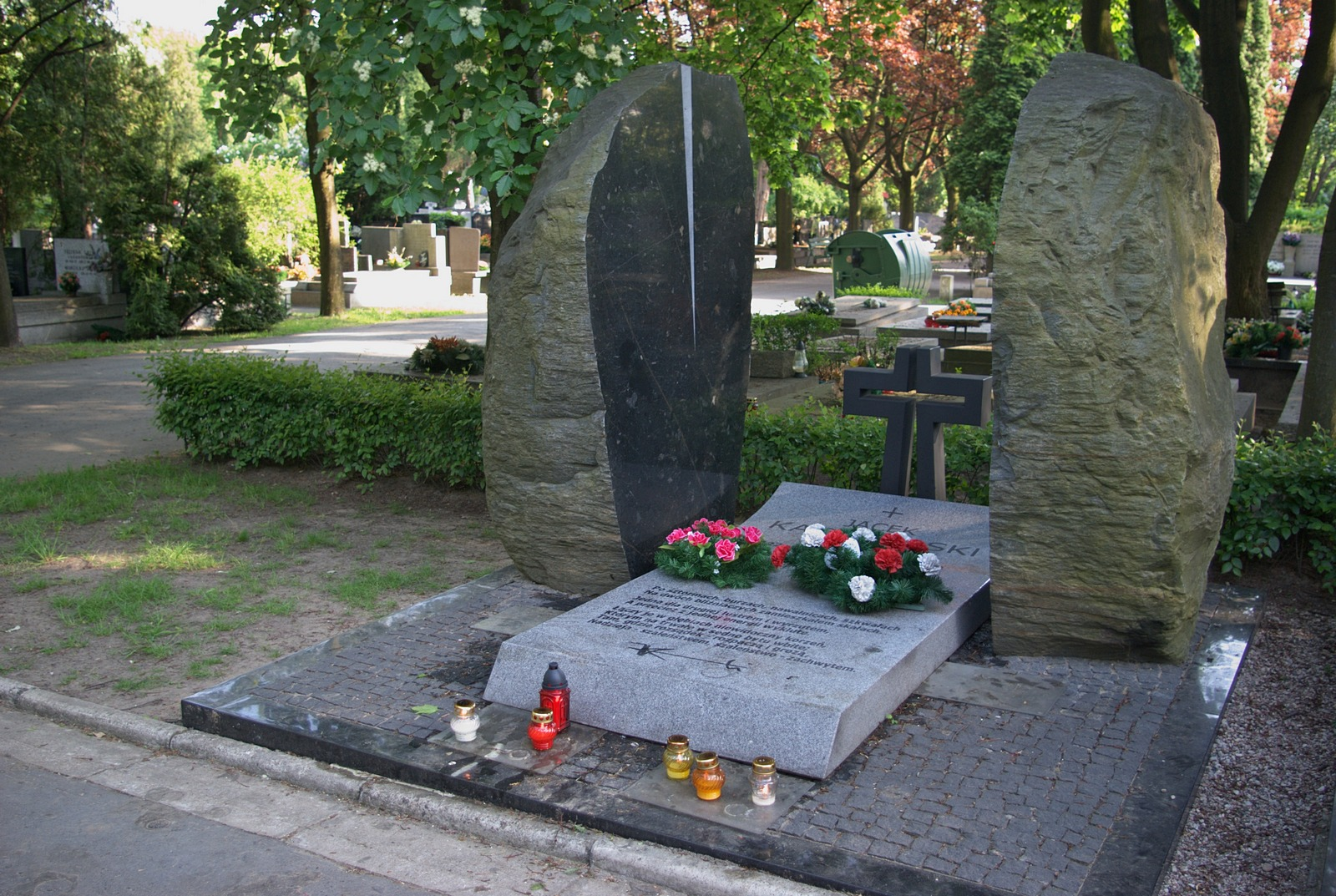
Het graf van Kaczmarski in Warschau

Hij leed aan strottenhoofdkanker als gevolg van overmatig roken. Nadat de diagnose was gesteld bleek hij zich de kosten voor behandeling niet te kunnen veroorloven. Een nationale inzamelingsactie werd georganiseerd. Uit angst voor het permanente verlies van zijn stem, besloot Kaczmarski niet in te stemmen met de standaard behandeling, maar zocht hij zijn toevlucht tot alternatieve therapieën zoals kattenklauw en andere natuurlijke middelen. Hij overleed in een ziekenhuis in Gdańsk op 47-jarige leeftijd.

## Trivia
Op 26 augustus 2005 gaf de Franse synthesizerspeler Jean-Michel Jarre een speciaal concert in Polen ter gelegenheid van het 25-jarig bestaan van de vakbeweging Solidarność in Polen. Het concert vond op verzoek van Lech Wałęsa plaats op de locatie waar de beweging werd opgericht; de Lenin scheepswerf in Gdańsk. Tijdens dat concert speelde Jarre als eerbetoon aan Kaczmarski, die destijds ruim een jaar was overleden, het nummer "Mury".